# Marie-Amélie de Bade
Marie Amélie Elisabeth Caroline  de Bade, née le 11 octobre 1817 à Karlsruhe et morte le 17 ou le 18 octobre 1888 à Baden-Baden, est la fille du grand-duc Charles II de Bade et de Stéphanie de Beauharnais, fille adoptive de l'ex-empereur des Français Napoléon Ier.

## Famille
Cinquième et dernier enfant du couple grand-ducal, la princesse a pour sœur aînée la princesse Louise, future princesse de Vasa et la princesse Joséphine, future princesse Charles-Antoine de Hohenzollern-Sigmaringen.
Deux frères sont morts au berceau, l'aîné dans des conditions mystérieuses qui feront croire à une substitution tramée par la comtesse de Hochberg, ambitieuse épouse morganatique du feu grand-duc Charles Ier, qui aurait ainsi voulu condamner la dynastie légitime pour donner la couronne de Bade à ses propres enfants. La princesse Marie-Amélie qui, des trois filles, est celle qui vécut le plus longtemps avec sa mère et reçut ses confidences, croira à cette histoire et son adolescence sera impressionnée par l'histoire de Kaspar Hauser. Elle considérera l'adolescent à la fin tragique comme son frère et le légitime héritier du trône de ses ancêtres.

## Une mère admirable
Son père, victime de ses débauches meurt peu après sa naissance. La grande-duchesse douairière Stéphanie, princesse catholique au sein d'une cour protestante, se retire à Mannheim où elle élève avec soin ses filles loin des intrigues de la cour. Son comportement irréprochable lui gagnera l'estime de ses contemporains.
Désirant se concilier les nouveaux maîtres de Bade, elle marie en 1829 sa fille aînée avec son cousin, le prince de Vasa, fils du roi détrôné de Suède devenu officier au service de l'Autriche dont la mère était princesse de Bade. Le couple s'installe à Vienne mais la vie mondaine et frivole de la capitale autrichienne auront raisons de leur union. Joséphine, devenue sourde, épousera en 1834 un voisin et ami, le prince Charles-Antoine de Hohenzollern-Sigmaringen. Le couple harmonieux aura une nombreuse descendance.

## Un mariage problématique
Le temps passant et sa position s'affirmant au sein des cours européennes, la grande-duchesse douairière Stéphanie souhaite pour sa dernière fille une union qui la réconcilierait avec la France, son pays d'origine. Longtemps indésirable en France, ce n'est que sous Charles X que la fille adoptive de l'ex-empereur peut séjourner dans sa patrie, où sa fille Joséphine doit recevoir des soins. Elle peut alors revoir ou faire connaissance avec les membres de sa famille. Fort bien reçue par le roi, la grande-duchesse douairière caresse même l'idée de marier sa dernière fille au duc de Bordeaux, petit-fils du roi. La révolution de Juillet 1830 met un terme à ses rêveries mais le nouveau roi des Français a de nombreux fils et Stéphanie envisagerait bien l'un d'eux comme un futur gendre. Là aussi, le projet fait long feu, Louis-Philippe ne désirant pas exciter l'opinion en nouant des liens trop étroit avec une Napoléonide.
À 25 ans, la princesse Marie-Amélie n'est donc toujours pas mariée mais sa beauté fait chavirer bien des cœurs d'aristocrates mondains en villégiature en Forêt-Noire ou prenant les eaux à Baden-Baden.
Dans le même temps, le mariage des Vasa vacille et la grande-duchesse douairière craint un scandale qui condamnerait définitivement les chances de trouver un époux pour sa benjamine. Après avoir tenté de réconcilier son gendre et sa fille aînée, la grande-duchesse douairière les prie d'attendre le mariage de Marie-Amélie avant de se séparer.
À défaut d'une tête couronnée, la grande-duchesse Stéphanie consent, avec l'autorisation du grand-duc Léopold Ier de Bade, à permettre à sa fille de contracter une union morganatique avec un richissime aristocrate écossais, William Hamilton, marquis de Douglas et futur 11e duc de Hamilton. Les noces sont célébrées à Mannheim le 23 février 1843. Les Vasa divorcent l'année suivante.

## Une épouse exemplaire
Malgré sa fortune et son titre, le marquis de Douglas n'est pas du même rang que la princesse Marie-Amélie, qui elle est altesse. Le marquis ne peut être traité en égal au sein des cours royales européennes, et notamment à la cour de sa souveraine, la reine Victoria. En revanche, la princesse Marie-Amélie, nouvelle marquise de Douglas, continue à recevoir les hommages dus à sa naissance. Afin d'éviter tout désagrément à son mari, elle se cantonne avec tact dans une vie provinciale sur l'île d'Arran, qui appartient à sa belle-famille, et au château de Brodick entre autres.
le couple a trois enfants : 
- William (1845-1895), qui épouse lady Mary Montagu ;
- Charles (1847-1886), comte de Selkirk, officier dans l'armée britannique ;
- Marie Victoria (1850-1922), qui épouse en 1869 Albert Ier, prince de Monaco (divorce en 1880) puis en 1881 Tassilo, prince Festetics de Tolna.

## Les cousines de l'empereur
En 1852, l'établissement en France du Second Empire est une joie et une chance pour les princesses de Bade et leur mère. L'empereur Napoléon III, fils d'Hortense de Beauharnais, est leur cousin et elles sont les bienvenues à la cour des Tuileries comme à Compiègne.
Avec l'appui de la France, Carola de Vasa, la fille de la princesse Louise, devient reine de Saxe. Les enfants de la princesse Joséphine connaissent des destins brillants qui les rapprochent des trônes, voire leur permettent de ceindre une couronne. En 1860, le comté de Nice étant devenu français, la France voisine désormais avec la principauté de Monaco. L'impératrice Eugénie pense tisser des liens étroits entre les Bonaparte et les Grimaldi en mariant sa cousine écossaise Mary Victoria Hamilton au prince méditerranéen Albert Ier de Monaco ; cette union calamiteuse ne durera toutefois que quelques semaines et se soldera par un divorce.

## La conversion
Son beau-père, le 10e duc de Hamilton, décède en août 1852. Son époux et elle-même deviennent, respectivement, le 11e duc de Hamilton et la nouvelle duchesse de Hamilton.
À l'instar de ses sœurs et de sa nièce Carola de Vasa, la princesse Marie-Amélie, duchesse de Hamilton, se convertit en 1853 au catholicisme, la religion de leur mère, et fera baptiser également sa fille lady Mary Victoria, âgée de deux ans et demi, avec l'aval de son époux.
Le 11e duc meurt en 1863, trois ans après la grande-duchesse douairière Stéphanie qui a légué à sa plus jeune fille des papiers confidentiels. La princesse Marie-Amélie se retire alors dans son pays natal.
Elle y recueillera en 1870 sa fille qui a fui l'atmosphère irrespirable de la cour monégasque et y accouchera du futur Louis II de Monaco. La princesse Mary Victoria divorce en 1880 (ce n'est qu'à cette occasion que le prince Albert Ier fera la connaissance de son fils et héritier), elle se remarie peu après avec un gentilhomme hongrois, Tassilo, prince Festetics de Tolna dont elle aura quatre enfants.
La princesse Marie-Amélie perdra son fils cadet en 1886.
Elle mourra en 1888 à Baden-Baden, station thermale huppée, peu après son soixante-et-onzième anniversaire.

## Source
- Françoise de Bernardy, Stéphanie de Beauharnais, Librairie académique Perrin